# Paratanais spinanotandus
Paratanais spinanotandus is een naaldkreeftjessoort uit de familie van de Paratanaidae. De wetenschappelijke naam van de soort is voor het eerst geldig gepubliceerd in 1981 door Sieg.